# Otau Corona
L'Otau Corona è una struttura geologica della superficie di Venere.